# Нуклон (завод)

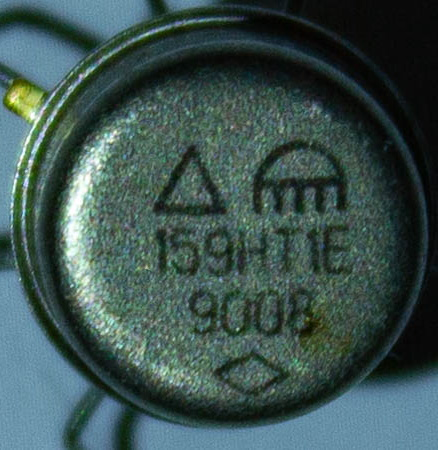
Транзисторная матрица с обозначением 159НТ1Е и логотипом завода «Нуклон» (вверху справа), 1990 г. выпуска

«Нукло́н» (лит. Nuklonas, а/я М-5621) — бывший завод интегральных схем и военной радиоэлектроники в Шяуляе, Литовская ССР.

## Основание завода. Советское время
Завод основан в 1966 году. По словам Альгирдаса Бразаускаса, он был основан в Шяуляе по ходатайству Александра Шокина, министра электронной промышленности и депутата Верховного Совета СССР. Фабрика занимала территорию в 12 гектаров; комплексы занимали площадь 44 тыс. м². На пике своего развития в нём работало около 4200 рабочих. Завод производил современные интегральные схемы для важнейших гражданских и военных приборов. Когда в 1984 году Соединенные Штаты начали формировать Стратегическую оборонную инициативу, Министерство электронной промышленности предложило расширить завод на 20 тысяч м². Литовские власти, в том числе Пятрас Гришкевичюс и Альгирдас Бразаускас, отказались. С 1986 года на заводе выпускались персональные компьютеры БК 0010 для использования в домах и школах.

## После обретения независимости
В 1990—1992 годах, помимо основного производства, завод выпускал монокристаллические кремниевые солнечные панели. В 1994 году завод был признан банкротом. В 1995 году возобновил производство завод, контролируемый юридическим лицом AB Nuklonas (зарегистрировано 22 ноября 1994 года). В первые месяцы компания насчитывала 250 сотрудников и достигла дохода в 300 000 лит. В 1996 году компания была вынуждена передать имущество стоимостью 1 145 000 лит в распоряжение города Шяуляй. В октябре 1997 года кредиторы AB Nuklonas приняли решение о ликвидации компании.
В 1989 году предприятие поручило художнику Анисетасу Симунису изготовить гобелен для недавно построенного дома культуры. Работа Saulėtas miškas («Солнечный лес») имеет размеры 6,7х14,3 метра и признана Книгой рекордов Литвы крупнейшим гобеленом в Литве. Из-за банкротства «Нуклона» гобелен был продан обратно Симутису. В 1993 году недостроенный Дом культуры был передан католической церкви в надежде, что прихожане смогут переоборудовать здание под церковь. Церковь действовала там до 2006 года, впоследствии недвижимость была продана компании VP Group, которая построила на её месте торговый центр.
После ликвидации AB Nuklonas производство интегральных схем в Шяуляе прекратило свое существование. Здания фабрики были розданы в аренду или проданы разным лицам. С 1998 года в главном административном здании AB Nuklonas находится Факультет социальных наук Шяуляйского университета. Университет хотел создать научно-технический парк Шяуляйского университета, но проект не был осуществлён из-за долгов.